# Моро Артур

Артур Моро (ерз. Моро Артур; рос. Афанасий Матвеевич Осипов; нар. 11 травня 1909, с. Красниє Ключі, Самарська область, Ерзянь Мастор. — † 13 січня 1989, м. Москва, похований у с. Красниє Ключі, Похвистневський район, Самарська область, Росія) — ерзянський поет, військовий журналіст, кінорежисер, педагог національних шкіл, мистецтвознавець. Автор перших сонетів ерзянською мовою. Дослідник творчості скульптора Степана Ерзі.

## Біографія
Під час інтервенції більшовиків до Ерзянь Мастор батьки емігрують на Урал. Там виховувався у дитячих будинках. Освіту здобув у Москві, куди приїхав із другом, ерзянським поетом Лук'яновим. У Москві вливається у роботу потужної ерзянської діаспори. У цьому колі його заохочують до літературної та педагогічної роботи. 
Друкується з 1925 в московській газеті "Якстере Теште" - через протекцію ерзянського письменника Глухова. Відомим став завдяки віршам «Пиже тумо ало» («Під зеленим дубом», 1927), «Пекшень дудкине» («Липова дудочка», 1927), «Сьорма деданень» («Лист дідусеві», 1927). Вірш «Пекшень дудкине» став народною піснею ще до початку Другої світової війни.
Вірші Моро включаються до навчальних посібників з ерзянської мови, зокрема «Пингень ерямо» - «Вікове життя», «Мон ерзян» - «Я ерзянин» (1929). Артур Моро - один із перших професійних поетів, якого багато перекладають в Росії. Тоді ж видано двома мовами книжки «Пурьгинень зерть» (1931), «Келейсте кінть» (1932), «Чись раки» (1932), «Ерямонь ким» (1934). Моро лавиноподібно набуває популярності як неперевершений лірик - такий собі ерзянський Олександр Олесь. Проте саме це йому ставить на карб вульгарна лівацька критика, яка запроваджує термін "артуроморовщина". У часи сталінщини це могло коштувати йому життя. 
Разом з тим відверто наслідує популістську стилістику російського поета В. Маяковського, віддавши шану своєрідним фашистівським ритмам 1930-их років: «Марш» (1932), «А тандадтано» («Не злякаємося», 1929), «Весь валдомсь» («Ніч просвітліла»), «Сюкпря Мокшерзянь областентень» («Дякую Мокшерзянській області», 1931), «Од шкам, цветяк!» («Цвіти, моя молодість», 1931), «Кадтано вейке клас» («Залишимо один клас», 1931). 
Під час війни - у складі сталінської армії. Став редактором фронтової газети. Після війни починає писати поеми: «Волганть казнензе» - «Дари Волги», 1952; «Вастома» - «Зустріч», 1959; «Іетнень сееремаст» - «Перегук років», 1964; «Вечкемадо легенда» - «Легенда про кохання», 1980.
На відміну від своїх сучасників, орієнтувався на високі зразки європейської літератури. Дбав про філософську глибину та вишуканість творів. 

## Національна боротьба
Артур Моро активно боровся проти русифікації ерзянського народу, курс на яку офіційно взяла влада Мордовської АРСР у 1970-тих роках. Конфлікти на національному ґрунті із партійною номенклатурою стали причиною фактичної заборони на його твори у Мордовії - 20 років його не видавали у республіканських видавництвах. 